# Shelbyville (Indiana)
Shelbyville é uma cidade localizada no estado americano de Indiana, no Condado de Shelby.

## Demografia
Segundo o censo americano de 2000, a sua população era de 17.951 habitantes.
Em 2006, foi estimada uma população de 18.372, um aumento de 421 (2.3%).

## Geografia
De acordo com o United States Census Bureau tem uma área de
23,3 km², dos quais 23,0 km² cobertos por terra e 0,3 km² cobertos por água. Shelbyville localiza-se a aproximadamente 233 m acima do nível do mar.

## Localidades na vizinhança
O diagrama seguinte representa as localidades num raio de 24 km ao redor de Shelbyville.